# عبد الرحمن بن إبراهيم الخضيري
عبد الرحمن بن إبراهيم الخضيري (ولد في 24 سبتمبر 1968 الموافق 7 محرم 1388هـ) أكاديمي سعودي يشغل منصب رئيس جامعة نجران من 19 محرم 1443هـ (أغسطس 2021).

## الدرجات العلمية
| الدرجات العلمية |             |                         |                                                                 |                            |
| المرتبة         | الدرجة      | التخصص                  | الجهة المانحة                                                   | سنة التخرج                 |
| 1               | الدكتوراه   | العلوم (إحصاء ورياضيات) | جامعة بيرمنجهام (المملكة المتحدة (بريطانيا))                    | 25 شوال 1425هـ/ 8/12/2004م |
| 2               | الماجستير   | العلوم في بحوث العمليات | جامعة لانكستر / المملكة المتحدة (بريطانيا)                      | محرم 1421 هـ / 4/2000م     |
| 3               | البكالوريوس | الإحصاء وبحوث العمليات  | جامعة الملك سعود - كلية العلوم الرياض- المملكة العربية السعودية | رمضان 1415 هـ / 2/1995م    |

## العمل والمناصب

### العمل
| المسار الوظيفي                                                         | السنة                                      |
| ---------------------------------------------------------------------- | ------------------------------------------ |
| أستاذ بقسم الإحصاء وبحوث العمليات بكلية العلوم بجامعة الملك سعود       | اعتباراً من 29/8/1441هـ                     |
| أستاذ مشارك بقسم الإحصاء وبحوث العمليات بكلية العلوم بجامعة الملك سعود | اعتباراً من 25/12/1429هـ                    |
| أستاذ مساعد بقسم الإحصاء وبحوث العمليات بكلية العلوم بجامعة الملك سعود | اعتباراً من 15 /11/ 1425هـ حتى 24/12/1429هـ |
| معيد بقسم الإحصاء وبحوث العمليات بجامعة الملك سعود – كلية العلوم       | اعتباراً من22/5/ 1416هـ حتى 14/11/1425 هـ   |

### المناصب
| رقم | المنصب الإداري                                                                                 | مدة العمل في هذا المنصب بالسنة الهجرية |
| --- | ---------------------------------------------------------------------------------------------- | -------------------------------------- |
| 1   | رئيس جامعة نجران                                                                               | من 19 / 1 /1443 هـ (أغسطس 2021).       |
|     | كلف بأعمال رئيس جامعة الأمير سطام بن عبدالعزيز بالخرج                                          | من مايو 2021 إلى يونيو 2021.           |
| 2   | وكيل جامعة الأمير سطام بن عبد العزيز للدراسات العليا والبحث العلمي                             | من 19/8/ 1438هـ حتى 18 /1/ 1443 هـ     |
| 3   | كلف بعمل وكيل جامعة الأمير سطام بن عبد العزيز لشؤون الفروع                                     | من 24/12/ 1440هـ حتى 18 /1/ 1443 هـ    |
| 4   | كلف بعمل وكيل جامعة الأمير سطام بن عبد العزيز للشؤون التعليمية والأكاديمية                     | من 19/08/ 1438هـ إلى 24/9/1440هـ       |
| 5   | وكيل جامعة الأمير سطام بن عبد العزيز للشؤون التعليمية والأكاديمية                              | من 19/8/ 1435هـ إلى 18/8/1438هـ        |
| 6   | وكيل جامعة سلمان بن عبد العزيز للتطوير والجودة المُكَلَّفْ                                          | من 26/11/1435هـ إلى 26/3/1436          |
| 7   | المشرف على وكالة جامعة سلمان بن عبد العزيز للشؤون التعليمية والأكاديمية                        | من 20/4/1435هـ إلى 18/8/1435هـ         |
| 8   | وكيل جامعة سلمان بن عبد العزيز (جامعة الأمير سطام بن عبد العزيز حالياً)                         | من 20/4/1432هـ إلى 19/ 4/ 1435هـ       |
| 9   | وكيل جامعة الخرج (جامعة الأمير سطام بن عبد العزيز حالياً) المُكَلَّفْ ومؤسس وكالة الجامعة            | من 8/7/1431هـ إلى 19/4/1432هـ          |
| 10  | عميد القبول والتسجيل المُكَلَّفْ بجامعة الخرج (جامعة الأمير سطام بن عبد العزيز حالياً) ومُؤَسِس العمادة | من 16/1/1431هـ حتى 8/7/1431هـ          |
| 11  | عميد كلية العلوم والدراسات الإنسانية بجامعة الخرج (جامعة الأمير سطام بن عبد العزيز حالياً)      | من 1/1/1431هـ حتى 8/7/1431هـ           |
| 12  | عميد كلية العلوم بالخرج                                                                        | من 17 / 11 / 1428هـ حتى 30/12/1430هـ   |
| 13  | عميد كلية العلوم بالخرج بالنيابة                                                               | من 1 / 9 / 1428هـ إلى 16/11/1428 هـ    |
| 14  | وكيل كلية العلوم بالخرج                                                                        | من 24 / 2 / 1428هـ إلى 1 / 9 / 1428هـ  |
| 15  | رئيس قسم الرياضيات بكلية العلوم بالخرج                                                         | من 28/4/1428هـ حتى 28 /3 / 1430هـ      |
| 16  | أمين مجلس قسم الإحصاء وبحوث العمليات بكلية العلوم بالرياض                                      | من شعبان 1426هـ حتى 23 /2/ 1428ه       |

#### المهام التي أشرف عليها:
- الإشراف على إنشاء وكالة الجامعة والعمادات والإدارات التابعة لها بعد صدور الأمر السامي الكريم رقم 7305/م ب بتاريخ 3/9/1430هـ المتضمن إنشاء جامعة الخرج.
- الإشراف على إنشاء عمادة القبول والتسجيل بجامعة الخرج بعد انفصال كليات جنوب الرياض عن جامعة الملك سعود وإنشاء جامعة الخرج.
- المشرف على تطبيق النظام المالي والإداري بجامعة سلمان بن عبد العزيز (جامعة الأمير سطام  بن عبد العزيز حالياً).
- المشرف على تطبيق نظام الاتصالات الإدارية والتعاملات الإلكترونية بجامعة سلمان بن عبد العزيز.
- المشرف على تطبيق نظام الحضور والانصراف (البصمة الإلكترونية) بجامعة سلمان بن عبد العزيز

## النشر العلمي
1-    عبدالرحمن بن إبراهيم الخضيري وعبد الفتاح مصطفى محمد السيد «مبادئ الإحصاء والإحتمالات وتطبيقاتها باستخدام SPSS» كتاب محكم عن طريق المجلس العلمي بجامعة سلمان بن عبد العزيز،1434هـ.
2-     SS Askar, A Al-Khedhairi "Analysis of nonlinear duopoly games with product differentiation: stability, global dynamics, and control "
      Discrete Dynamics in Nature and Society 2017.
3-     A Al-Khedhairi, AA Elsadany, A Elsonbaty, AG Abdelwahab "Dynamical study of a chaotic predator-prey model with an omnivore"       The European Physical Journal Plus (2018) 133 (1), 29.
4-      A Al-Khedhairi, SS Askar, AE Matouk, A Elsadany, M Ghazel "Dynamics, Chaos Control, and Synchronization in a Fractional-Order Samardzija-Greller Population System with Order Lying in (0, 2)" Complexity 2018.
5-      SS Askar, AA Karawia, A Al-Khedhairi, FS Al-Ammar "An algorithm of image encryption using logistic and two-dimensional chaotic economic maps" Entropy (2019) 21 (1), 44.
6-     A Al-khedhairi, A Elsonbaty, AH Abdel Kader, AA Elsadany  "Dynamic Analysis and Circuit Implementation of a New 4D Lorenz-Type Hyperchaotic System" Mathematical Problems in Engineering 2019.
7-     SS Askar, A Al-Khedhairi "Analysis of a Four-Firm Competition Based on a Generalized Bounded Rationality and Different Mechanisms" Complexity 2019.
8-     A Al-Khedhairi, AE Matouk, SS Askar "Bifurcations and chaos in a novel discrete economic system " Advances in Mechanical Engineering (2019) 11 (4), 1687814019841818.
9-     A Al-khedhairi " Differentiated Cournot duopoly game with fractional-order and its discretization " Engineering Computations (2019) 36 (3), 781-806.
10-  A Al-Khedhairi, AE Matouk, SS Askar "Computations of synchronisation conditions in some fractional-order chaotic and hyperchaotic systems " Pramana (2019) 92 (5), 72.

## ورش العمل
| نوع ورش العمل التي شارك فيها | السنة                                 |
| --- | ------------------------------------- |
| ورشة عمل: "التخطيط الاستراتيجي لتطوير أداء أعضاء هيئة التدريس، وجودة البرامج الأكاديمية " التي نظمت من طرف مركز القيادة الأكاديمية في وزارة التعليم العالي بمدينة الخبر | في 13/3/2014م                         |
| ورشة عمل الإرشاد الأكاديمي تحت تنظيم كلية العلوم والدراسات الإنسانية بجامعة الخرج                                                                                       | -                                     |
| المشاركة في ورشة عمل التخطيط الاستراتيجي التي نظمت من طرف جامعة الملك سعود                                                                                              | في 11/1431هـ                          |
| المشاركة في فعاليات ورشة العمل " الجودة وتطبيقاتها في مؤسسات التعليم العالي" المنعقدة في جامعة الملك سعود                                                               | من 1-2-1430هـ الموافق 25-26/ 5/ 2009م |
| حضور ورشة عمل بعنوان "طرق التخطيط لتوزيع مواقع مراكز الخدمات العامة" المنعقدة في مدينة كنت (KENT) بريطانيا، في الفترة بإشراف جمعية بحوث العمليات البريطانية.            | 1-3/7/2005م                           |
| حضور ورشة عمل بعنوان "تطبيقات بحوث العمليات في مجالي الإنتاج والصناعة" المنعقدة في جامعة لانكستر (Lancaster University) بريطانيا                                        | في 1-3/6/2004م                        |
| المشاركة في ورشة العمل الأولى للخطة الإستراتيجية لجامعة الملك سعود بعنوان " رؤى وتطلعات القيادات الإدارية والأكاديمية بالجامعة                                          | في 20 /1 / 1429هـ                     |
| حضور ورشة عمل بعنوان " تطبيقات وضمان الجودة " المنظمة في جامعة الملك سعود                                                                                               | من 1-3/ 1/ 1428هـ                     |
| حضور ورشة عمل بعنوان "تطبيقات التقنية الحديثة في التعليم" المنعقدة في جامعة الملك سعود                                                                                  | في 9/11/1425هـ                        |

## الدورات التدريبية
| نوع الدورة التدريبية | السنة                                                        |
| --- | ------------------------------------------------------------ |
| حضور البرنامج التدريبي " مؤشرات الأداء وتطوير الإجراءات لإنجاز الأعمال واتخاذ القرارات الفعالة" والذي نظمه شركة كوادر التنمية بمدينة لندن خلال الفترة                     | من 8 – 17/12/1439هـ الموافق 19-28/8/2018م                    |
| حضور البرنامج التدريبي "العقود المالية (الصياغة والتحليل والترسية)" الذي نظمه معهد كوادر التنمية بمدينة دبي خلال الفترة                                                   | من 5-14/12/1438هـ الموافق 27/8-5/9/2017م                     |
| حضور البرنامج التدريبي " تطوير التعليم الأكاديمي في الجامعات" الذي نظمه معهد كوادر التنمية بمدينة مدريد، إسبانيا خلال الفترة                                              | من 29/11/1436هـ إلى 4/12/1436هـ الموافق من 13-17 /9/2015م    |
| حضور البرنامج التدريبي "نظام المنافسات والمشتريات الحكومية" والذي نظمه معهد كوادر التنمية بمدينة دبي خلال الفترة                                                          | من 25-29/6/1435هـ الموافق 25-29/4/2014م                      |
| المشاركة في اجتماع الطاولة المستديرة حول (استراتيجيات التميز في المنظمات الحكومية) الذي نظمه معهد الإدارة العامة بمدينة الدمام                                            | بتاريخ 11 /11/1434هـ الموافق 17/9/2013م                      |
| المشاركة في اجتماع الطاولة المستديرة حول (الحوكمة والقيادة في القطاع الحكومي) والذي نظمه معهد الإدارة العامة بالتعاون مع المدرسة الفرنسية، بمدينة الخُبَر، وذلك خلال الفترة | من 25/2/1434هـ إلى 27/2/1434هـ.                              |
| حضور دورة تدريبية عن صنع القرار باستخدام ومراقبة العملية الإحصائية بالعاصمة الفرنسية باريس خلال الفترة                                                                    | من 26-30/7/2010م، الموافق 15-25/8/1431هـ.                    |
| حضور دورة بعنوان " أساسيات إدارة الجودة – 1 " لعمداء الكليات ووكلائها خلال الفترة                                                                                         | من 23-24/3/1429هـ                                            |
| حضور دورة بعنوان " إدارة الجودة لقيادات الكليات " لعمداء الكليات ووكلائها ورؤساء الأقسام في جامعة الملك سعود                                                              | 29 / 3 / 1429ه                                               |
| حضور الدورة الأكاديمية المتخصصة في تدريس العلوم والرياضيات بمركز دراسات تعليم العلوم والرياضيات بجامعة ليدز بالمملكة المتحدة خلال                                         | من 16-20 نوفمبر 2009م، الموافق ل 29/11/1430 إلى 3/12/1430هـ. |
| حضور دورة " القيادة الأكاديمية " والتي عقدت في جامعة الملك سعود خلال الفترة                                                                                               | من 21-22/1/2009م، الموافق 25-26/1/1430هـ                     |

## عضوية المجالس واللجان

### المجالس:
- نائب رئيس مجلس جامعة نجران ابتداءا من 19 /1/ 1443 هـ.
- أمين مجلس جامعة الأمير سطام بن عبد العزيز انطلاقًا من 19/8/ 1438هـ حتى 18 /1/ 1443 هـ.
- رئيس المجلس العلمي لجامعة الأمير سطام بن عبد العزيز انطلاقًا من 19/8/ 1438هـ  حتى 18 /1/ 1443 هـ.
- - عضو مجلس جامعة الأمير سطام بن عبد العزيز اعتبارًا من 1/1/1431هـ وحتى   18 /1/ 1443 هـ.
- عضو مجلس جامعة الملك سعود انطلاقًا من 1 / 9 / 1428هـ حتى 30 / 12 / 1431هـ.
- رئيس مجلس كلية العلوم والدراسات الإنسانية بجامعة الخرج من سنة 24 /2 / 1428هـ حتى 20/4/1432هـ.
- رئيس مجلس قسم الرياضيات بكلية العلوم والدراسات الإنسانية بجامعة الخرج (جامعة الأمير سطام بن عبد العزيز حاليًا) من 28 /4 / 1428هـ حتى 20/4/1432هـ.
- عضو مجلس قسم الإحصاء وبحوث العمليات بكلية العلوم بجامعة الملك سعود من 15 /11 / 1425هـ  حتى الآن.
- عضو مجلس إدارة معهد البحوث والخدمات الاستشارية بجامعة سلمان بن عبد العزيز من 23 / 7 / 1432هـ حتى 18 /1/ 1443 هـ
- نائب رئيس مجلس إدارة مركز خدمة المجتمع والتعليم المستمر بجامعة سلمان بن عبد العزيز من 3/2/1431هـ وحتى 20/4/1435هـ.

### أهم اللجـــان
- رئيس اللجنة الدائمة للابتعاث والتدريب بجامعة الأمير سطام بن عبد العزيز اعتباراً من 19/8/ 1438هـ حتى 18 /1/ 1443 هـ.
- رئيس اللجنة الدائمة لشؤون المعيدين والمحاضرين بجامعة الأمير سطام بن عبد العزيز اعتباراً من 19/8/ 1438هـ حتى 18 /1/ 1443 هـ.
- رئيس اللجنة العليا الدائمة لجائزة جامعة الأمير سطام بن عبد العزيز اعتباراً من 19/2/1441هـ، وحتى  18 /1/ 1443 هـ.
- رئيس اللجنة العليا لمتابعة وتنفيذ مذكرة التعاون بين الإدارة العامة للبحوث والدراسات بوزارة الصحة وجامعة الأمير سطام بن عبد العزيز اعتباراً من 9/5/1440هـ، حتى  18 /1/ 1443 هـ.
- رئيس اللجنة الدائمة لدعم برامج الشراكات الخارجية بجامعة الأمير سطام بن عبد العزيز من 8/1/1440هـ  وحتى 18 /1/ 1443 هـ.
- رئيس اللجنة الدائمة للتعاون الدولي بجامعة الأمير سطام بن عبد العزيز ابتداءً من 30/3/ 1439هـ  حتى 18 /1/ 1443 هـ.
- رئيس اللجنة الدائمة للندوات والمؤتمرات بجامعة الأمير سطام بن عبد العزيز ابتداءً من 19/8/ 1438هـ حتى  18 /1/ 1443 هـ.
- نائب رئيس اللجنة الدائمة الإشرافية العليا للمراجعة الداخلية بجامعة الأمير سطام بن عبد العزيز ابتداءً من 24/3/ 1440هـ  حتى  18 /1/ 1443 هـ.
- نائب رئيس اللجنة العليا لمتابعة وتنفيذ مذكرة التعاون بين مدينة الملك فهد الطبية وجامعة الأمير سطام بن عبد العزيز اعتباراً من 26/12/1439هـ وحتى 25/12/1441هـ.
- عضو اللجنة الإشرافية العليا لاستيفاء الدراسة الذاتية المؤسسية للحصول على الاعتماد الأكاديمي المؤسسي بجامعة الأمير سطام بن عبد العزيز اعتباراً من 28/1/1439هـ وحتى 27/1/1440هـ.
- عضو اللجنة العليا لتفعيل رؤية المملكة 2030 بجامعة الأمير سطام بن عبد العزيز انطلاقًا من 28/4/1438هـ وحتى 18 /1/ 1443 هـ.
- عضو اللجنة العليا للتعليم الإلكتروني والتعليم عن بُعد بجامعة الأمير سطام بن عبد العزيز اعتباراً من 28/3/1438هـ، وحتى 24/9/1440هـ.
- عضو اللجنة الإشرافية العليا لتنفيذ الخطة الاستراتيجية بجامعة الأمير سطام بن عبد العزيز اعتباراً من 13/3/1438هـ وحتى 18 /1/ 1443 هـ.
- عضو مجلس إدارة برنامج التشغيل المباشر للمستشفى الجامعي اعتباراً من 18/9/1437هـ، وحتى 24/9/1440هـ.
- نائب رئيس اللجنة الدائمة للمراجعة الداخلية بجامعة الأمير سطام بن عبد العزيز انطلاقا من 23/8/1437هـ وحتى  18 /1/ 1443 هـ.
- عضو لجنة الحماية الفكرية بمحافظة الخرج اعتباراً من 26/1/1436هـ، وحتى 26/1/1440هـ.
- رئيس اللجنة الدائمة للنظر في حاجة كليات الجامعة إلى المتعاونين من خارجها للقيام بالتدريس في كليات جامعة الأمير سطام بن عبد العزيز اعتباراً من 20/4/1435هـ، وحتى 24/9/1440هـ.
- رئيس اللجنة الدائمة لتقييم حاجة الكليات من أعضاء هيئة التدريس بجامعة الأمير سطام  بن عبد العزيز اعتباراً من 20/4/1435هـ، وحتى 24/9/1440هـ.
- رئيس اللجنة الدائمة للخطط والبرامج الدراسية بجامعة الأمير سطام بن عبد العزيز ابتداءا من 20/4/1435هـ، وحتى 24/9/1440هـ.
- رئيس اللجنة الدائمة للحوافز والبدلات لأعضاء هيئة التدريس بجامعة الأمير سطام بن عبد العزيز اعتباراً من 20/4/1435هـ، وحتى 24/9/1440هـ.
- رئيس اللجنة الدائمة لمكافأة الحاسب الآلي بجامعة الأمير سطام بن عبد العزيز اعتباراً  من 20/4/1435هـ، وحتى 24/9/1440هـ.
- رئيس اللجنة الدائمة للنظر في قضايا الطلاب الأكاديمية بجامعة الأمير سطام بن عبد العزيز اعتباراً من 20/4/1435هـ، وحتى 24/9/1440هـ.
- رئيس اللجنة الدائمة لدراسة الأنصبة التدريسية بالأقسام الأكاديمية بالكليات اعتباراً من 1/5/1437هـ وحتى 24/9/1440هـ.
- عضو اللجنة العليا لمشروع تطوير تقييم أعضاء هيئة التدريس اعتباراً من 6/3/1437هـ وحتى 24/9/1440هـ.
- عضو اللجنة الدائمة للخطة الاستراتيجية بجامعة الأمير سطام بن عبد العزيز اعتباراً من 8/6/1435هـ وحتى 18 /1/ 1443 هـ.
- عضو اللجنة العليا للسنة التحضيرية بجامعة الأمير سطام بن عبد العزيز  اعتباراً من 20/4/1435هـ وحتى 24/9/1440هـ.
- عضو اللجنة العليا للتعليم الموازي بجامعة الأمير سطام بن عبد العزيز اعتباراً من 19/3/1435هـ وحتى 24/9/1440هـ.
- عضو مجلس التطوير والجودة بجامعة الأمير سطام بن عبد العزيز اعتباراً من 8/6/1435هـ وحتى 18 /1/ 1443 هـ.
- رئيس اللجنة الإشرافية على مشروع معرفة بجامعة الأمير سطام بن عبد العزيز اعتباراً من 14/6/1436هـ وحتى 24/9/1440هـ.
- رئيس اللجنة الدائمة لفحص العروض (لجنة ترسية المنافسات والمناقصات) بجامعة  سلمان بن عبد العزيز (جامعة الخرج سابقاً) اعتباراً من 20/4/1432هـ وحتى 19/8/1435هـ.
- رئيس اللجنة الدائمة لفحص العروض بالشراء المباشر من 28/3/1433هـ وحتى 19/8/1435هـ.
- رئيس فريق إعداد مواصفات النظام المالي والإداري والنظام الأكاديمي بجامعة الأمير سطام بن عبد العزيز.
- رئيس اللجنة الدائمة لتشغيل المستشفى التعليمي بجامعة الخرج (الأمير سطام بن عبد العزيز حالياً) اعتباراً من 5/1/1433هـ وحتى 5/1/1435هـ.
- عضو اللجنة الدائمة لترشيح القيادات في جامعة الأمير سطام بن عبد العزيز  اعتباراً من 17/5/1433هـ وحتى 18 /1/ 1443 هـ.
- رئيس اللجنة الدائمة للمسابقات الوظيفية بجامعة سلمان بن عبد العزيز اعتباراً  من 23/1/1432هـ وحتى 19/8/1435هـ.
- رئيس اللجنة الدائمة لترقيات الموظفين الذين أكملوا المدد النظامية من المرتبة العاشرة فما دون بجامعة سلمان بن عبد العزيز اعتباراً من 20/4/1432هـ وحتى 19/8/1435هـ.
- رئيس اللجنة الدائمة لتحوير الوظائف بجامعة سلمان بن عبد العزيز اعتباراً من 20/4/1432هـ وحتى 19/8/1435هـ.
- رئيس اللجنة الدائمة لمراجعة وتدقيق المطبوعات بجامعة سلمان بن عبد العزيز (جامعة الأمير سطام بن عبد العزيز حالياً) اعتباراً من 10/11/1431هـ وحتى 15/11/1435هـ.
- رئيس اللجنة الدائمة للتعاملات الإلكترونية بجامعة سلمان بن عبد العزيز (جامعة الأمير سطام بن عبد العزيز حالياً) اعتباراً من 20/4/1432هـ وحتى 19/8/1435هـ.
- رئيس اللجنة الدائمة لمتابعة إدخال وتحديث بيانات الجامعة في أنظمة وزارات الدولة اعتباراً من 30/1/1435هـ وحتى 30/1/1437هـ.
- رئيس اللجنة الدائمة للإعداد والتنسيق للمناسبات والفعاليات العامة الخاصة بالجامعة اعتباراً من 5/6/1432هـ وحتى 5/6/1435هـ.
- رئيس اللجنة الدائمة لمتابعة سير العمل في مشاريع جامعة سلمان بن عبد العزيز (جامعة الأمير سطام بن عبد العزيز حالياً) اعتباراً من 10/11/1431هـ وحتى 19/4/1435هـ.
- عضو اللجنة الدائمة لمتابعة تأهيل مباني كليات البنات بجامعة  سلمان بن عبد العزيز (جامعة الأمير سطام بن عبد العزيز حالياً) اعتباراً من 8/11/1433هـ وحتى 22/8/1435هـ.
- نائب رئيس اللجنة الدائمة لترقيات الموظفين الذين أكملوا المدد النظامية للمراتب العليا من المرتبة الحادية عشر فما فوق بجامعة سلمان بن عبد العزيز اعتباراً من 20/4/1432هـ وحتى 19/8/1435هـ.
- عضو لجنة التعيينات والترقيات بالمجلس العلمي بجامعة سلمان بن عبد العزيز (جامعة الأمير سطام بن عبد العزيز حالياً) اعتباراً من 28/4/1431 وحتى 28/4/1433هـ.
- عضو اللجنة الإشرافية على مشروع التقويم الذاتي الأولي لجامعة سلمان بن عبد العزيز اعتباراً من 20/2/1432 إلى 20/8/1433هـ.
- عضو اللجنة الدائمة لتطوير الكليات الصحية بجامعة سلمان بن عبد العزيز (جامعة الأمير سطام بن عبد العزيز حالياً) اعتباراً من 1/1/1431هـ وحتى 20/4/1432هـ.
- عضو اللجنة الدائمة للتعاقد بجامعة سلمان بن عبد العزيز (جامعة الأمير سطام بن عبد العزيز حالياً) اعتباراً من 1/1/1431هـ وحتى 20/4/1432هـ.
- عضو اللجنة الدائمة للخطط والنظام الدراسي بجامعة سلمان بن عبد العزيز (جامعة الأمير سطام  بن عبد العزيز حالياً) اعتباراً من 1/1/1431هـ وحتى 20/4/1432هـ.
- عضو اللجنة الدائمة لإعادة هيكلة كليات جامعة الخرج من 13/3/1431هـ وحتى 13/3/1432هـ.
- رئيس لجنة وضع القواعد التنفيذية للائحة الدراسية والاختبارات للمرحلة الجامعية بجامعة سلمان بن عبد العزيز (جامعة الأمير سطام بن عبد العزيز حالياً) من 7/4/1431هـ.
- عضو لجنة وضع وتطوير الخطط الدراسية في قسم الإحصاء وبحوث العمليات من 10/1/1426 هـ حتى 25 / 12 / 1429هـ.
- عضو لجنة اختيار وتعيين المعيدين في قسم الإحصاء وبحوث العمليات من 7/2/1427هـ وحتى 30/ 12 / 1428هـ.
- عضو لجنة التقويم والاعتماد الأكاديمي في قسم الإحصاء وبحوث العمليات حتى تاريخ 23/2/1428هـ.
- عضو لجنة اختيار المتعاقدين من أعضاء هيئة التدريس في قسم الإحصاء وبحوث العمليات حتى تاريخ 23/2/1428هـ.
- رئيس لجنة العلاقات العامة والإعلام في المؤتمر السعودي الثالث للعلوم وتطبيقاته والذي عُقد في رحاب جامعة الملك سعود خلال الفترة من 20-23/2/1428هـ.
- رئيس لجنة تطوير موقع كلية العلوم بالخرج اعتباراً من 26 / 10 / 1428هـ حتى 16/1/1431هـ.
- رئيس لجنة الخطط الدراسية والتطوير بقسم الإعداد العام في كلية  العلوم بالخرج  التابعة لجامعة الملك سعود اعتباراً من  26 / 5 / 1428هـ حتى 16/1/1431هـ.
- رئيس لجنة المعيدين في قسم الرياضيات في كلية العلوم بالخرج التابعة لجامعة الملك سعود اعتباراً من 28 / 4 / 1428هـ حتى 16/1/1431هـ.
- رئيس لجنة الخطط الدراسية والتطوير في قسم الرياضيات في كلية العلوم بالخرج التابعة لجامعة الملك سعود اعتباراً من 28 / 4 / 1428هـ حتى 16/1/1431هـ.
- عضو لجنة استقطاب أعضاء هيئة التدريس في الكليات الجامعية التابعة لجامعة الملك سعود في محافظات جنوب الرياض حتى 30/12/ 1430هـ.
- عضو اللجنة الدائمة لدراسة وفحص العروض المقدمة لتنفيذ الأعمال والمشتريات في الكليات الجامعية في محافظات جنوب الرياض التابعة لجامعة الملك سعود حتى 30/12/1430هـ.
- عضو اللجنة الدائمة للابتعاث والتدريب والمعيدين في الكليات الجامعية في محافظات جنوب الرياض التابعة لجامعة الملك سعود من 9/2/1430هـ حتى 30/12/ 1430هـ.
- عضو اللجنة الدائمة للخطط والنظام الدراسي في الكليات الجامعية في محافظات جنوب الرياض التابعة لجامعة الملك سعود حتى 30/12/ 1430هـ.
- عضو اللجنة الدائمة للنظر في قضايا الطلاب الأكاديمية بجامعة الخرج اعتباراً من 23/11/1431هـ وحتى 23/1/1432هـ.